# سیارک ۲۴۳۵۳
سیارک ۲۴۳۵۳ (به انگلیسی: 24353 Patrickhsu، نامگذاری:2000AG104) بیست و چهار هزار و سیصد و پنجاه و سومین سیارک کشف شده‌است که در ۵ ژانویه ۲۰۰۰ کشف شد.
قدر مطلق سیارک برابر ۱۷.۸ است.